# Dean David
Dean David (in ebraico דין דוד‎?; Nehora, 14 marzo 1996) è un calciatore israeliano, attaccante degli Yokohama F·Marinos e della nazionale israeliana.

## Carriera

### Club
Cresciuto nel settore giovanile dell'Ashdod, ha esordito in prima squadra il 15 febbraio 2014 disputando l'incontro di Ligat ha'Al pareggiato 1-1 contro l'Hapoel Haifa.

### Nazionale
Nel 2022 ha esordito in nazionale.

## Statistiche

### Presenze e reti nei club
Statistiche aggiornate all'8 aprile 2021.
| Stagione        | Squadra         | Campionato      | Campionato | Campionato | Coppe nazionali | Coppe nazionali | Coppe nazionali | Coppe continentali | Coppe continentali | Coppe continentali | Altre coppe | Altre coppe | Altre coppe | Totale | Totale |
| Stagione        | Squadra         | Comp            | Pres       | Reti       | Comp            | Pres            | Reti            | Comp               | Pres               | Reti               | Comp        | Pres        | Reti        | Pres   | Reti   |
| --------------- | --------------- | --------------- | ---------- | ---------- | --------------- | --------------- | --------------- | ------------------ | ------------------ | ------------------ | ----------- | ----------- | ----------- | ------ | ------ |
| 2013-2014       | Ashdod          | LH              | 2          | 0          | CI+CdL          | 0+0             | 0+0             | -                  | -                  | -                  | -           | -           | -           | 2      | 0      |
| 2014-2015       | Ashdod          | LH              | 0          | 0          | CI+CdL          | 0+0             | 0+0             | -                  | -                  | -                  | -           | -           | -           | 0      | 0      |
| 2015-2016       | Ashdod          | LL              | 30         | 8          | CI              | 1               | 1               | -                  | -                  | -                  | -           | -           | -           | 31     | 9      |
| 2016-2017       | Ashdod          | LH              | 29         | 4          | CI+CdL          | 2+6             | 0+4             | -                  | -                  | -                  | -           | -           | -           | 37     | 8      |
| 2017-2018       | Ashdod          | LH              | 20         | 1          | CI+CdL          | 4+3             | 1+0             | -                  | -                  | -                  | -           | -           | -           | 27     | 2      |
| 2018-2019       | Ashdod          | LH              | 20         | 5          | CI+CdL          | 2+3             | 1+0             | -                  | -                  | -                  | -           | -           | -           | 25     | 6      |
| 2019-2020       | Ashdod          | LH              | 30         | 11         | CI+CdL          | 1+5             | 1+1             | -                  | -                  | -                  | -           | -           | -           | 36     | 13     |
| 2020-2021       | Ashdod          | LH              | 27         | 8          | CI+CdL          | 2+4             | 0+0             | -                  | -                  | -                  | -           | -           | -           | 33     | 8      |
| Totale carriera | Totale carriera | Totale carriera | 158        | 37         |                 | 33              | 9               |                    | -                  | -                  |             | -           | -           | 191    | 46     |

## Palmarès

### Club

#### Competizioni nazionali
- Liga Leumit: 1

Ashdod: 2015-2016
- Campionato israeliano: 1

Maccabi Haifa: 2021-2022